# Philodromus triangulatus
Philodromus triangulatus är en spindelart som beskrevs av Wu och Song 1987. Philodromus triangulatus ingår i släktet Philodromus och familjen snabblöparspindlar. Inga underarter finns listade i Catalogue of Life.